# Rhythm zone
rhythm zone（リズムゾーン）は、エイベックス・エンタテインメントのレコードレーベル。

## 概要
1999年7月にm-floやJ Soul Brothers（初代）等を第1号アーティストとして設立。2005年3月にレーベル創設6周年で新CI導入で新ロゴ“RZマーク”が誕生。2009年12月の新CI導入で英名ロゴタイプ方式と正方形ロゴタイプ方式（rhythmが上、zoneが下）の2パターンに変更。
現行のレーベル公式ロゴタイプは3代目である（2024年1月現在）。
規格品番はRZCD、RZBD、RZXD、RZZD等から始まる。
2006年、RYO the SKYWALKERの移籍を機にrhythm zoneからレゲエを専門に扱う派生レーベルRIDDIM ZONE（リディムゾーン）を新設。その後、2015年に所属アーティスト不在のため消滅した。
キャッチコピーは『MID but FRONTIER』。

## 所属アーティスト

### 英名（ABC順）
- ACE OF SPADES（2012年 - ）
- Dream Ami（2015年 - ）
- EXILE（2001年 - ）
  - EXILE ATSUSHI（2011年 - ）
  - EXILE SHOKICHI（2014年 - ）
  - EXILE TAKAHIRO（2013年 - ）
- EXILE THE SECOND（2012年 - ）
- EXILE TRIBE（2012年 - ）
- FANTASTICS from EXILE TRIBE（2018年 - ）
- GENERATIONS from EXILE TRIBE（2012年 - ）
- Girls²（2025年 - ）
- I Don't Like Mondays.（2019年 - ）
- LIL LEAGUE from EXILE TRIBE（2023年 - ）
- Lucky²（2025年 - ）
- marter（2019年 - ）
- m-flo（1999年 - ）
  - VERBAL（2011年 - ）
  - ☆Taku Takahashi（2014年 - ）
- May J.（2009年 - ）（キューンミュージックより移籍）
- Raychell（2013年 - ）
- RED DIAMOND DOGS（2016年 - ）
- THE RAMPAGE from EXILE TRIBE（2017年 - ）
- THREE1989（2021年 - ）
- WOLF HOWL HARMONY（2023年 - ）
- Yup'in（2017年 - ）

### 和名（五十音順）
- 大沢伸一（2007年 - ）
- 倖田來未（2000年 - ）
- 三代目 J SOUL BROTHERS from EXILE TRIBE（2010年 - ）
  - RYUJI IMAICHI（2018年 - ）

## かつて所属していたアーティスト

### 英名（ABC順）
- AFRA & INCREDIBLE BEATBOX BAND（2008年）
- AILI（2010年 - 2012年）
- AKINA（2020年 - 2024年）
- ARIA（2005年 - 2010年）
- Baby M（2010年）
- BALLISTIK BOYZ from EXILE TRIBE（2019年 - 2025年）
- BREATHE（2011年 - 2014年）（2016年4月解散）
- BRIGHT（2008年 - 2012年）（2013年5月解散）
- BURN DOWN（2012年）
- Caravan（2005年 - 2011年）（AARON FIELD→rhythm zone→Slow Flow Music）
- Chesoon（2001年）
- COLDFEET（2005年 - 2006年）
- CREAM（2013年 - 2020年）
- COIL（2008年）（BAIDIS→Imperial Records→rhythm zone→Atsugua Records）
- CRAZYBOY（2017年 - 2018年）（LDH MUSICに移籍）
- Curly Giraffe（2008年）（『My Dear Friend ～The Very Best Of Curly Giraffe』のみ）
- DANCE EARTH PARTY（2014年 - 2018年）
- DEEP（2004年 - 2015年）（Sony Music Associated Recordsに移籍）
- DJ EMMA（2006年 - 2010年）
- DJ KAORI（2013年）（『DJ KAORI EXILE TRIBE MIX』のみ）
- DJ KAYA（2010年）
- DJ MAKIDAI（2014年）
- DOBERMAN INC（2011年10月現在Rhythm REPUBLICからリリース）
- dorlis（2008年 - 2010年）（ビクターエンタテインメントより移籍）
- Double Famous（2008年）
- Dream（2010年 - 2015年）（2017年7月16日活動終了）
- Dreamers 〜EXILE VOCAL BATTLE AUDITION FINALIST〜（2007年）
- Dub Master X（2009年）
- E-girls（2011年 - 2020年）
- "E"qual（2011年）
- FAKY（2017年 - 2024年）
- FALCO&SHINO（2011年）
- FONK（2007年）（2008年4月解散）
- Giant Swing（2007年）
- Happiness（2014年 - 2023年）
- Heartsdales（2006年）（2006年9月2日活動終了）
- hinaco（2010年 - 2011年）
- HIROOMI TOSAKA（2017年 - 2020年）
- ICONIQ（2010年）
- JANEL（2009年）
- JAMOSA（2010年 - 2014年）
- JONTE（2008年 - 2012年）（→Billboard Records）
- J Soul Brothers（1999年 - 2000年、2009年）
- JUNO（2011年 - 2012年）
- KEN THE 390（2008年 - 2011年）（→DREAM BOY）
- KENJI SANO（2011年）
- Lay（2010年 - 2011年）
- LISA（2002年 - 2012年）
- MALAWI ROCKS（2006年）
- MAJOR MUSIC（2011年）
- MICRON' STUFF（2006年 - 2009年）（2010年4月3日解散）
- MIHIRO 〜マイロ〜（2009年 - 2015年）
- MINI☆BOX（2006年）
- mink（2005年 - 2008年）（引退）
- miray（2009年 - 2010年）
- NESMITH（2006年）
- Nao（2003年 - 2005年）
- NEVER LAND（2006年 - 2007年）（2008年活動休止）
- paco（2012年 - 2014年）
- Port of Notes（2009年）
- Ouadraphonic（2009年 - 2010年）
- Q'ulle（2017年 - 2022年）
- RAM RIDER（2005年 - 2007年）
- RATHER UNIQUE（2004年 - 2005年）（2006年9月活動休止）
- Remark Spirits（2007年 - 2008年）（2009年活動休止）
- Retro G-Style（2001年 - 2004年）（2004年9月解散、2010年6月再結成後はARTIMAGE RECORDSより）
- RIKI（2008年 - 2010年）（竹内力の双子の弟）
- SATOMi（2011年 - 2012年）
- Seek（2011年）
- SHINee（2009年 - 2010年）
- SOFFet（2006年 - 2011年）（ワーナーミュージック・ジャパンより移籍）
- SONOMI（2012年 - 2013年）
- SUPER JUNIOR（2008年 - 2010年）（同一レコード会社内のavex traxに移籍）
- SWEET BLACK（2009年）
- Sowelu（2010年 - 2013年）（フリーランスで活動）
- Ryohei（2006年 - 2010年）
- The Phanky OKstra（2006年 - 2008年）（2008年活動停止）
- The ROOTLESS（2010年 - 2011年）（ビーイングに移籍後2015年12月28日解散）
- THE CHARM PARK（2018年）
- THE CHILL（2007年）
- Toshiyuki Goto（2007年）
- twenty4-7（2007年 - 2012年6月解散）
- UL（MCU+LITTLE）（2014年 - 2015年）
- warp-generation（2008年）（2009年4月活動休止）
- YORK（2013年 - 2014年）
- yu-yu（2010年 - 2014年）
- ZAN（2004年 - 2009年）
- 2NE1（2011年）（2016年11月25日解散）

### 和名（五十音順）
- 石川マリー（2012年 - 2013年）
- 石田裕子（2008年）
- エイジアエンジニア（2005年 - 2012年）（2012年3月24日活動休止）
- 大橋トリオ（2009年 - 2019年）
- オマスガ（2010年）
- 清木場俊介（2005年 - 2009年）（SPEEDSTAR RECORDSに移籍）
- 光上せあら（2007年）（2009年同一レコード会社内のavex traxに移籍）
- 後藤真希（2011年）（同一レコード会社内のavex traxに移籍）
- 小山絵里奈（2007年）（→commmons / AEI）
- 佐伯ユウスケ（2012年）（→TOHO animation RECORDS）
- 坂詰美紗子（2008年 - 2009年）（→avex infinity）
- 佐藤直紀（2003年 - 2010年）
- スダンナユズユリー（2017年 - 2020年）
- 高杉さと美（2007年 - 2012年）
- 天上智喜The Grace（2006年 - 2009年）（2009年頃活動休止）
- 東方神起（2004年 - 2010年）（2011年同一レコード会社内のavex traxに移籍）
- 土岐麻子（2007年 - 2019年）
- 冨田ラボ（2009年 - 2011年）（フェイスレコーズ→ソニー・ミュージックアソシエイテッドレコーズ→rhythm zone→SPEEDSTAR RECORDS）
- 信近エリ（2016年）
- 野宮真貴（2005年）
- 畠山美由紀（2005年 - 2009年）（フェイスレコーズ→rhythm zone→Rambling RECORDS）
- 福耳（2008年）（シングル『DANCE BABY DANCE/夏はこれからだ!』のみ）
- 舞（2005年 - 2006年）（2007年Ruppinaで活動再開）
- 宮脇詩音（2007年 - 2009年）（2015年同一レコード会社内のavex traxに移籍）
- 和田昌哉（2005年 - 2012年）

### RIDDIM ZONE
- AKANE（2008年 - 2011年）
- Natural Radio Station（2007年 - 2008年）（→JERK'SREcords→DONKEY WORKS→FARM JP）
- NG HEAD（2008年）
- RANKIN TAXI（2008年）
- Rickie-G（2007年 - 2009年）（→Creators’ Lounge）
- RYO the SKYWALKER（2006年 - 2015年）（→BUSH HUNTER MUSIC）
- U-DOU&PLATY（2007年 - 2009年）
- 川上つよしと彼のムードメイカーズ（2006年 - 2013年）（東京スカパラダイスオーケストラのレーベルJUSTA RECORDに移籍）

### fluctus
- ala（2007年 - 2008年）
- UNCHAIN（2007年 - 2011年）

## RZ Creator

### 英名（ABC順）
- AILI
- CLARABELL
- Daido
- Daisuke “D.I” Imai（2011年）
- DE DE MOUSE（2010年）
- DJ YUI
- DUB MASTER X
- icchie
- Quadraphonic（2010年）
- Red-T
- S_fsg
- TOKYO BEAT SOCIETY
- woora
- Yoko Hiji

### 和名（五十音順）
- オマスガ
- 佐伯youthK
- 坂詰美紗子
- スギモトトモユキ
- 立脇明
- 田中潤（ゲントウキ）
- 中崎英也（業務提携 マーメイドカンパニー）
- 藤末樹
- 古澤大
- 山木隆一郎
- 和田昌哉（2005年 - 2007年）

## コンピレーションアルバム

### サウンドトラック
| 発売日         | タイトル                                                                                                 | 規格品番    |
| -------------- | --- | ----------- |
| 2003年6月18日  | 顔/オリジナル・サウンドトラック                                                                          | RZCD-45093  |
| 2004年5月26日  | 「キューティーハニー」オリジナル・サウンドトラック                                                       | RZCD-45134  |
| 2005年9月14日  | 刑事部屋〜六本木おかしな捜査班〜 オリジナル サウンドトラック                                             | RZCD-45249  |
| 2006年2月22日  | エム 〜エンチャント・アーム〜 サウンド・トラック                                                         | RZCD-45343  |
| 2006年6月14日  | ブスの瞳に恋してる オリジナル・サウンドトラック                                                          | RZCD-45419  |
| 2006年8月23日  | 「バックダンサーズ!」オリジナル・サウンドトラック                                                        | RZCD-45432  |
| 2006年12月20日 | 映画「大奥」オリジナル・サウンドトラック                                                                 | RZCD-45505  |
| 2007年8月1日   | 映画「西遊記」 ORIGINAL SOUNDTRACK                                                                       | RZCD-45663  |
| 2007年9月19日  | 東海テレビ・フジテレビ系全国ネット連続ドラマ 金色の翼 オリジナル・サウンドトラック                       | RZCD-45718  |
| 2007年9月19日  | 木曜劇場 山おんな壁おんな オリジナル・サウンドトラック                                                   | RZCD-45717  |
| 2008年3月5日   | チーム・バチスタの栄光 オリジナル・サウンドトラック                                                      | RZCD-45622  |
| 2008年10月8日  | 「ホームレス中学生」オリジナル・サウンドトラック                                                         | RZCD-46062  |
| 2009年4月8日   | フジテレビ系ドラマ「ホームレス中学生」オリジナル・サウンドトラック                                       | RZCD-46207  |
| 2009年9月16日  | カムイ外伝 オリジナル・サウンドトラック                                                                  | RZCD-46371  |
| 2009年12月16日 | 「東京DOGS」オリジナル・サウンドトラック                                                                 | RZCD-46470  |
| 2010年7月7日   | 角川映画「ロストクライム -閃光-」オリジナル・サウンドトラック                                            | RZCD-46594  |
| 2010年9月15日  | THE LAST MESSAGE 海猿 オリジナル・サウンドトラック                                                       | RZCD-46658  |
| 2011年8月31日  | Athena アテナ-戦争の女神- オリジナル・サウンド・トラック Volume 1                                        | AVCK-79033B |
| 2012年8月29日  | GTO ORIGINAL SOUNDTRACK                                                                                  | RZCD-59198  |
| 2012年11月7日  | 悪の教典 オリジナル・サウンドトラック                                                                    | RZCD-59240  |
| 2013年2月20日  | ビブリア古書堂の事件手帖 ORIGINAL SOUNDTRACK                                                             | RZCD-59260  |
| 2013年7月24日  | 終戦のエンペラー オリジナル・サウンドトラック                                                            | RZCD-59391  |
| 2013年9月4日   | スターマン・この星の恋 original soundtrack                                                               | RZCD-59417  |
| 2013年12月11日 | フジテレビ系ドラマ ハニー・トラップ オリジナル・サウンドトラック                                         | RZCD-59476  |
| 2014年9月17日  | 関西テレビ・フジテレビ系 全国ネット 連続ドラマ GTO オリジナル・サウンドトラック                          | RZCD-59630  |
| 2014年12月10日 | フジテレビ開局55周年記念プロジェクト 信長協奏曲 ORIGINAL SOUNDTRACK Produced by ☆Taku Takahashi（m-flo） | RZCD-59539  |
| 2015年8月26日  | HEAT ORIGINAL SOUNDTRACK                                                                                 | RZCD-59953  |
| 2016年1月20日  | 信長協奏曲 NOBUNAGA CONCERTO The Movie Soundtrack by ☆Taku Takahashi                                     | RZCD-86009  |
| 2017年3月22日  | ひるなかの流星 Original Soundtrack                                                                       | RZCD-86336  |